# Chrysogonus Waddell
Pour les articles homonymes, voir Waddell.
Chrysogonus Waddell, né aux Philippines le 1er mars 1930 et mort à l'abbaye Notre-Dame de Gethsemani à Bardstown (comté de Nelson, au Kentucky) le 23 novembre 2008, est un moine et théologien américain de l'ordre cistercien de la Stricte Observance.

## Biographie
Thomas Waddell est étudiant en musicologie à Philadelphie quand il se convertit en 1949 au catholicisme. Il entre au noviciat des trappistes à l'abbaye Notre-Dame de Gethsemani le 2 août 1950. Faisant les vœux religieux le 1er novembre 1955, il porte désormais en religion le nom de Chrysogonus (d’après Chrysogone d'Aquilée). Après son ordination en 1958, il prépare un doctorat à l’Athénée pontifical Saint-Anselme à Rome. C’est le début d’une carrière comme liturgiste et historien qui lui vaut une réputation mondiale. Contribution essentielle à l’histoire des ordres religieux, ses publications (une bonne centaine) sur l’histoire de la liturgie cistercienne reflètent l’état le plus récent de la recherche.
Comme son confrère Thomas Merton, le père Chrysogonus a vécu pendant des décennies dans un ermitage à l’écart de l’abbaye, tout en dirigeant la chorale des moines et en jouant de l'orgue les jours de liturgie solennelle. Après le concile Vatican II il intervient dans la réforme liturgique des monastères et en traduit une bonne partie en anglais. En tant que membre de l’International Commission on English in the Liturgy (en) (ICEL) il fait des communications à de nombreux colloques dans le monde entier.
Chrysogonus est mort le jour de la fête du Christ Roi.

## Publications
- « Shall we really wash our hands in the blood of sinners? », in: Cistercian Studies Quarterly (CSQ) 44:4 (2009), S. 435–445.
- The Primitive Cistercian Breviary (Staatsbibliothek zu Berlin, Preussischer Kulturbesitz, Ms. Lat. Oct. 402), with Variants from the "Bernardine" Cistercian Breviary, Fribourg: Academic Press, 2007.
- The hidden years of Ælred of Rievaulx: the formation of a spiritual master, in: (CSQ) 41:1 (2006) 51-63
- To Metz - but where in Metz? And when?, in: (CSQ) 41:4 (2006), S. 403–419.
- A Corpus liturgicum Cisterciense saeculi duodecimi: a Tribute to John Sommerfeldt’, in: Truth as Gift: Studies in Medieval Cistercian History in Honor of John R. Sommerfeldt. (Hg.) Marsha L. Dutton, Daniel M. La Corte and Paul Lockey, Kalamazoo: Cistercian Publications, 2004, S. 169–198.
- "Adtendite a falsis prophetis": Abaelard's earliest known anti-Cistercian diatribe’, in: (CSQ) 39:4 (2004), S. 371–398.
- Cistercian influence on the abbey of the Paraclete?: plotting data from the Paraclete book of burials, customary, and necrology’, in: Perspectives for an Architecture of Solitude: Essays on Cistercians, Art and Architecture in Honour of Peter Fergusson. Hg. Terry N. Kinder, Medieval Church Studies 11; Studia et Documenta 13. Turnhout: Brepol, 2004, S. 329–340.
- Saint Bernard of Clairvaux, sweet singer of Israel: the textual reform of the primitive Cistercian breviary, in: (CSQ) 38:4 (2003), S. 439–448.
- Twelfth-Century Statutes from the Cistercian General Chapter.  Latin Text with English Notes and Commentary.  Studia et Documenta 12.  Cistercian: Commentarii Cistercienses, 2002.
- Cistercian Lay Brothers. Twelfth-Century Usages with Related Texts. Edited by Chrysogonus Waddell.  (Studia et Documents 10).  Citeaux: Commentarii Cistercienses, 2000.
- Narrative and Legislative Texts from Early Citeaux. Latin Text in Dual Edition with English Translation and Notes.  Citeaux: Commentarii Cistercienses, 1999.
- Praise no less than charity. Studies in honor of M. Chrysogonus Waddell, monk of Gethsemani Abbey, Hg. E. Rozanne Elder, Kalamazoo: Cistercian Publications, 2002.